# Томарский сельский округ
Томарский сельский округ — административно-территориальная единица (сельский округ) в составе Каркаралинского района Карагандинской области Казахстана.
Административный центр и единственный населённый пункт сельского округа — село Томар.

## История
В 2008 году деревня Токылдак, население которой составляло менее 50 человек, вошла в состав села Томар.

## Население
Население 1200 человек, из них 98 % казахи, 2 % другие национальности.